# Demarziella yorkensis
Demarziella yorkensis är en skalbaggsart som beskrevs av Matthews och Zdzisława Stebnicka 1986. Demarziella yorkensis ingår i släktet Demarziella och familjen bladhorningar. Inga underarter finns listade i Catalogue of Life.